# ロンドン・シュートファイターズ
ロンドン・シュートファイターズ（London Shootfighters）は、イギリスの総合格闘技ジム。ロンドン・パークロイヤルのフックズ・ジムに所属。

## 概要
1997年、共にフリースタイルレスリングのイギリス王者だった、ポール・アイヴェンズ（Paul Ivens）とアレクシス・デメトリアデス（Alexis Demtriades）によって設立。
ジム運営、選手のマネジメントに加え、「Extreme Force」という大会も主催している。

## トレーナー
- ポール・アイヴェンズ - ヘッドコーチ
- アレクシス・デメトリアデス - ヘッドコーチ
- アンディ・ゼイジャック - キックボクシング、ムエタイコーチ
- マリオス・デメトリアデス - ボクシングコーチ

## 主な所属選手
- ジェームス・トンプソン
- マイケル・ペイジ
- マリウス・ザロムスキー
- ジョン・ハザウェイ
- ゼルグ・"弁慶"・ガレシック
- リー・マーレイ
- ムスタファ・アルターク
- ジェームス・ジキック
- マーク・エプスタイン
- マルチン・ヘルド